# Savoia-Marchetti SM.84
Savoia-Marchetti SM.84 là một loại máy bay ném bom của Italy trong Chiến tranh thế giới II. Nó được thiết kế bởi hãng Savoia-Marchetti như một sự thay thế cho loại máy bay ném bom SM.79 thành công của hãng, SM.84 có ba động cơ giống với SM.79. Tuy nhiên, dù được đưa vào trang bị của Không quân Italy (Regia Aeronautica) vào năm 1941, nó không bao giờ thay thế được cho SM.79, và bị thải loại trước cả SM.79.

## Biến thể
S.84bisCó vài sửa đổi, nhưng không phải là một cải tiến đáng kể.
S.84ter1 chiếc S.84 hoàn thành vào năm 1944, lắp động cơ 1.119 kW (1.500 hp) Piaggio P.XII, vận tốc có thể đạt 500 km/h (310 mph). Bị phá hủy trong một tai nạn hạ cánh vào năm 1946.

## Quốc gia sử dụng
Italy
Regia Aeronautica:
 Ý
- Không quân đồng minh tham chiến Italy

 Germany
- Luftwaffe

 Slovakia
- Slovenské vzdušné zbrane
- Không quân Khởi nghĩa Slovak

## Tính năng kỹ chiến thuật (SM.84)

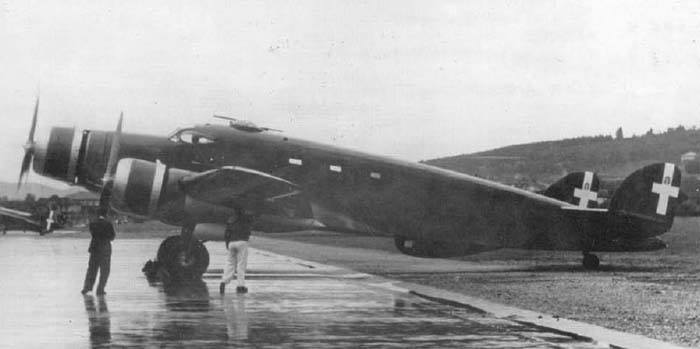
Savoia-Marchetti SM.84

World Encyclopedia of Military Aircraft 

### Đặc điểm riêng
- Tổ lái: 5
- Chiều dài: 17,93 m (58 ft 10 in)
- Sải cánh: 21,10 m (69 ft 7 in)
- Chiều cao: 4,59 m (15 ft 1 in)
- Diện tích cánh: 61,0 m²[3] (656,6 ft²)
- Trọng lượng rỗng: 8.846 kg[3] (19.502 lb)
- Trọng lượng có tải: 13.288 kg (29.330 lb)
- Động cơ: 3 × Piaggio P.XI RC 40, 746 kW (1.000 hp) mỗi chiếc

### Hiệu suất bay
- Vận tốc cực đại: 432 km/h (233 kn, 268 mph)
- Tầm bay: 1.830 km (1.041 nmi, 1.137 mi)
- Trần bay: 7.900 m (25.919 ft)

### Vũ khí
- 4 súng máy Scotti 12,7 mm (.50 in)
- 2.000 kg (4.409 lb) bom hoặc 2 quả ngư lôi